# Matthew Lawrence (pływak)
Matthew Lawrence (ur. 27 grudnia 2003) – mozambijski pływak specjalizujący się w stylu klasycznym, olimpijczyk z Paryża 2024.
Podczas ceremonii otwarcia Letnich Igrzysk Olimpijskich 2024 wraz z bokserką Alcindą Dos Santos był chorążym reprezentacji Mozambiku.

## Udział w zawodach międzynarodowych
| Impreza              | Rok  | Gospodarz | st. dowolny | st. dowolny | st. dowolny | st. dowolny | st. klasyczny | st. klasyczny | st. motylkowy | st. motylkowy | st. zmienny |
| Impreza              | Rok  | Gospodarz | 50m         | 100 m       | 4x100 m     | 4x200 m     | 50 m          | 100 m         | 50 m          | 100 m         | 4x100 m     |
| -------------------- | ---- | --------- | ----------- | ----------- | ----------- | ----------- | ------------- | ------------- | ------------- | ------------- | ----------- |
| Igrzyska olimpijskie | 2024 | Paryż     | —           | —           | —           | —           | —             | 32            | —             | —             | —           |
| Mistrzostwa świata   | 2023 | Fukuoka   | —           | —           | —           | —           | 42            | —             | 55            | —             | —           |
| Mistrzostwa świata   | 2024 | Doha      | —           | —           | —           | —           | 41            | 57            | —             | —             | —           |
| Mistrzostwa Afryki   | 2022 | Tunis     | 16          | 22          | 6           | 6           | 8             | —             | 8             | 13            | 7           |